# Valmestroff
Valmestroff (deutsch Walmesdorf) ist eine französische Gemeinde mit 352 Einwohnern (Stand 1. Januar 2022) im Département Moselle in der Region Grand Est (bis 2015 Lothringen). Sie gehört zum Arrondissement Thionville.

## Geografie
Die Gemeinde Valmestroff liegt an der Bibiche, etwa sieben Kilometer östlich von Thionville auf einer Höhe zwischen 155 und 256 m über dem Meeresspiegel, die mittlere Höhe beträgt 200 m. Das Gemeindegebiet umfasst 3,78 km².

## Geschichte
Das Dorf wurde 1147 erstmals als Wlensdorf erwähnt und gehört seit 1661 zu Frankreich.
Im Gemeindewappen sind die Symbole der Schutzheiligen der Gemeinde vereint: die Steine für den Heiligen Nikolaus und die Kette für den Heiligen Petrus.
Von 1812 bis 1923 war Valmestroff in den Nachbarort Elzange (dt. Elsingen) eingemeindet.

### Bevölkerungsentwicklung
| Jahr      | 1962 | 1968 | 1975 | 1982 | 1990 | 1999 | 2007 | 2019 |
| Einwohner | 169  | 142  | 141  | 222  | 231  | 258  | 236  | 314  |

## Belege
1. ↑  Wappenbeschreibung auf genealogie-lorraine.fr (französisch)